# Onthophagus yucatanus
Onthophagus yucatanus es una especie de insecto del género Onthophagus, familia Scarabaeidae, orden Coleoptera.
Fue descrita científicamente por Delgado-Castillo, Peraza & Deloya en 2006.